# Prosobranquis
Els prosobranquis (Prosobranchia) són una antiga subclasse de mol·luscs gastròpodes, avui en desús ja que es considera parafilètica.
Es un ampli grup que inclou unes 55.000 espècies de caragols que habiten en ambients marins, dulciaqüícoles i una molt petita proporció ha colonitzat el medi terrestre. Són els més primitius dels gastròpodes. Entre les característiques d'aquesta subclasse, destaca que la cavitat del mantell i els òrgans que conté es localitzen en la part anterior del cos. Les espècies aquàtiques poden presentar una o dues brànquies localitzades dintre de la cavitat del mantell. Presenten conquilla, que en general té forma espiral, i posseeixen opercle (estructura que actua de porta o tapa de la conquilla). La major part dels membres d'aquesta subclasse són dioics.
Els prosobranquis constitueixen el grup més diversificat de la classe Gastropoda i dominen tots els ambients marins, i fins i tot certes famílies han colonitzat els ambients aquàtics continentals i el terrestres. Anteriorment eren considerats l'última subclasse en aparèixer, però anàlisis ontogenètiques de les altres subclasses han demostrat que són la subclasse més bàsica i de la qual se'n diversificaren les dues restants (Opisthobranchia i Pulmonata).